# Bezirk Borynia
Bezirk Borynia – dawny powiat (Bezirk) kraju koronnego Królestwo Galicji i Lodomerii, funkcjonujący w latach 1854–1867. Siedzibą starostwa była wieś Borynia.

## Historia
Bezirk Borynia utworzono w ramach reformy uwłaszczeniowej z okresu Wiosny Ludów (1848–1849), która likwidowała jurysdykcję właściciela ziemskiego nad poddanymi. W Galicji, dominium – jako podstawowa jednostka administracyjna i filar systemu feudalnego straciło rację bytu. Konieczne stało się zatem wprowadzenie nowego systemu administracyjnego, którego zręby powstały w latach 1851–1855. Nowy trójstopniowy podział administracyjny objął 21 cyrkułów (niem. Kreise), 179 małych powiatów (niem. Bezirke) i ponad 6000 gmin (niem. Gemeinde).
Bezirk Borynia  objął obszar o wielkości 11,4 mil², zamieszkany przez 19.669 ludzi i podzielony na 33 gminy katastralne. Wszedł w skład cyrkułu samborskiego, jako jeden z jego jedenastu powiatów. Był to region górski, graniczący na zachodzie i południu z Zalitawią.
Po nadaniu Galicji autonomii oraz powołaniu samorządu gminnego i powiatowego w 1865 zlikwidowano cyrkuły (Kreise). Dotychczasowe małe powiaty (Bezirke) w liczbie 179, utrzymały się do 1867 roku, kiedy to w następstwie kolejnej reformy administracyjnej (23 stycznia 1867) zostały zastąpione przez 74 większych powiatów. Obszar zniesionego Bezirk Borynia wszedł wtedy w całości w skład nowego powiatu turczańskiego. 10 stycznia 1869 do powiatu turczańskiego przydzielono gminę Wysocko Wyżne, której przynależność administracyjna w chwili reformy nie została ustalona

## Podział administracyjny (1854)
| Lp. | Gmina jednostkowa       | Powierzchnia | Ludność | Powiat w 1867 po zniesieniu |
| --- | ----------------------- | ------------ | ------- | --------------------------- |
| 1   | Borynia                 | 6325         | 972     | turczański                  |
| 2   | Jaworów                 | 2708         | 596     | turczański                  |
| 3   | Butelka Wyżna           | 2306         | 497     | turczański                  |
| 4   | Butelka Niżna           | 2201         | 502     | turczański                  |
| 5   | Wysocko Niżne           | 4294         | 860     | turczański                  |
| 6   | Jabłonów                | 2521         | 366     | turczański                  |
| 7   | Bachnowate              | 2807         | 276     | turczański                  |
| 8   | Ryków                   | 1510         | 191     | turczański                  |
| 9   | Butla                   | 5818         | 1382    | turczański                  |
| 10  | Hnyła                   | 4260         | 654     | turczański                  |
| 11  | Mołdawsko               | 626          | 105     | turczański                  |
| 12  | Rosochacz               | 2879         | 417     | turczański                  |
| 13  | Zawadka                 | 4142         | 550     | turczański                  |
| 14  | Dołżki                  | 2134         | 264     | turczański                  |
| 15  | Suchy Potok             | 791          | 128     | turczański                  |
| 16  | Myta                    | 2201         | 225     | turczański                  |
| 17  | Krywe                   | 2045         | 186     | turczański                  |
| 18  | Zadzielsko              | 2363         | 537     | turczański                  |
| 19  | Krasne                  | 3176         | 298     | turczański                  |
| 20  | Libuchora               | 9282         | 1422    | turczański                  |
| 21  | Husne Niżne             | 1110         | 260     | turczański                  |
| 22  | Husne Wyżne             | 5620         | 670     | turczański                  |
| 23  | Krywka                  | 3400         | 440     | turczański                  |
| 24  | Bukowiec                | 5857         | 229     | turczański                  |
| 25  | Beniowa (Beniowa)       | 3665         | 288     | turczański                  |
| 26  | Sianki (Sianki)         | 3250         | 290     | turczański                  |
| 27  | Komarniki               | 7459         | 2463    | turczański                  |
| 28  | Wysocko Wyżne           | 7021         | 1876    | turczański                  |
| 29  | Matków                  | 7700         | 729     | turczański                  |
| 30  | Mochnate z Iwaszkowcami | 7700         | 841     | turczański                  |
| 31  | Sokoliki Górskie        | 2863         | 464     | turczański                  |
| 32  | Tureczki Wyżne          | 2172         | 336     | turczański                  |
| 33  | Tureczki Niżne          | 1768         | 355     | turczański                  |

Objaśnienie:
(M) = miasto; (m) = miasteczko